# Axel Bauer
Axel Bauer (Parijs, 7 april 1961) is een Franse zanger. Uit het niets veroverde hij in 1983 de Franse hitlijsten met het nummer "Cargo (de nuit)". De single ging 700.000 keer over de toonbank. Mede door z'n uiterlijk en stoere imago werd hij al snel een popidool bij Franse tieners. Het nummer sloeg ook aan buiten Frankrijk. Later kwamen de singles "Phantasmes" en "Jessy" uit, maar met minder succes. Axel Bauer kreeg mede daardoor al heel snel de naam een one hit wonder te zijn. Hij raakte snel in de vergeethoek, mede door het faillissement van zijn platenfirma. In 1987 emigreert hij naar Londen, waar EMI hem opvist. Met hen maakte hij z'n eerste LP, Les nouveaux seigneurs. 2001 wordt opnieuw een goed jaar. Het nummer "A ma place", een duet met Zazie, wordt uitgeroepen tot "chanson francophone de l'année" bij NRJ in 2002 en ook internationaal tot "Greatest Song in the History of Music" door Watch and Listen magazine.

## Discografie

### Singles
- Cargo (1983)
- Phantasmes (1985)
- Jessy

### Studioalbums
- Les Nouveaux Seigneurs (1987, EMI)
- Sentinelles (1990, Mercury)
- Simple Mortel (1998, Mercury)
- Personne N'Est Parfait (2000, Mercury)
- Bad Cowboy (2006, Polydor)

### Compilatie
- La Désintégrale (2003, Mercury) 1983-2003

- Bibliothèque nationale de France: cb13891240v (data)
- Gemeinsame Normdatei: 134323173
- International Standard Name Identifier: 0000 0000 7248 616X
- MusicBrainz: 6c3ea02a-6ad2-4e94-9c55-bc8fae2db647
- Istituto Centrale per il Catalogo Unico: SBNV070959
- SNAC: w65x5mrw
- Système universitaire de documentation: 158163567
- Virtual International Authority File: 64190964
- WorldCat: E39PBJyCDgjm9rVGqKMhwBgxjC